# UFC Fight Night: Edwards vs. Brady
UFC Fight Night: Edwards vs. Brady (conosciuto anche come UFC Fight Night 255, UFC on ESPN + 113) è stato un evento di arti marziali miste tenuto dalla Ultimate Fighting Championship il 22 marzo 2025 alla The O2 Arena di Londa, in Inghilterra.

## Risultati
|                  | Divisione             |                        |                 |                   | Metodo                                      | Round           | Tempo           | Premio          |
| Card Principale  | Card Principale       | Card Principale        | Card Principale | Card Principale   | Card Principale                             | Card Principale | Card Principale | Card Principale |
| ---------------- | --------------------- | ---------------------- | --------------- | ----------------- | ------------------------------------------- | --------------- | --------------- | --------------- |
|                  | Pesi welter           | Sean Brady             | batte           | Leon Edwards      | Sottomissione (guillotine choke)            | 4               | 1:39            | POTN            |
|                  | Pesi mediomassimi     | Carlos Ulberg          | batte           | Jan Błachowicz    | Decisione unanime (29–28, 29–28, 29–28)     | 3               | 5:00            |                 |
|                  | Pesi welter           | Kevin Holland          | batte           | Gunnar Nelson     | Decisione unanime (29–28, 29–28, 29–28)     | 3               | 5:00            | POTN            |
|                  | Pesi paglia femminili | Alexia Thainara        | batte           | Molly McCann      | Sottomissione (rear-naked choke)            | 1               | 4:32            | POTN            |
|                  | Pesi leggeri          | Chris Duncan           | batte           | Jordan Vucenic    | Sottomissione (guillotine choke)            | 2               | 3:42            |                 |
|                  | Pesi piuma            | Nathaniel Wood         | batte           | Morgan Charrière  | Decisione unanime (30–27, 30–27, 30–27)     | 3               | 5:00            |                 |
| Card Preliminare |                       |                        |                 |                   |                                             |                 |                 |                 |
|                  | Pesi leggeri          | Chris Padilla          | batte           | Jai Herbert       | Decisione non unanime (29–28, 28–29, 29–28) | 3               | 5:00            |                 |
|                  | Pesi mosca            | Lone'er Kavanagh       | batte           | Felipe dos Santos | Decisione unanime (29–28, 29–28, 29–28)     | 3               | 5:00            |                 |
|                  | Pesi massimi          | Marcin Tybura          | batte           | Mick Parkin       | Decisione unanime (29–28, 29–28, 29–28)     | 3               | 5:00            |                 |
|                  | Pesi medi             | Christian Leroy Duncan | batte           | Andrey Pulyaev    | Decisione unanime (30–27, 30–27, 30–26)     | 3               | 5:00            |                 |
|                  | Pesi paglia femminili | Shauna Bannon          | batte           | Puja Tomar        | Sottomissione (armbar)                      | 2               | 3:22            | POTN            |
|                  | Pesi gallo            | Caolán Loughran        | batte           | Nathan Fletcher   | Decisione non unanime (29–28, 29–28, 28–29) | 3               | 5:00            |                 |
|                  | Pesi leggeri          | Kauê Fernandes         | batte           | Guram Kutateladze | Decisione unanime (30–27, 30–27, 30–27)     | 3               | 5:00            |                 |

## Premi
I lottatori premiati ricevettero un bonus di 50.000 dollari.
Legenda:
- FOTN: Fight of the Night (vengono premiati entrambi gli atleti per il miglior incontro dell'evento)
- POTN: Performance of the Night (viene premiato il vincitore per la migliore performance dell'evento)